# Vera Jones : La Légende des sept reliques
Vera Jones : La Légende des sept reliques est un jeu vidéo sorti sur PC le 29 février 2008.
Il s'agit d'une adaptation d'un roman sorti quelques mois avant en 2007 suivi par une adaptation cinématographique en un blockbuster russe de 2007 Rock Climber, (Скалолазка и Последний из Седьмой колыбели). C'est une œuvre fortement inspirée de Tomb Raider.
Le jeu russe bénéficiera d'un sous-titrage en français. Des joueurs amateurs sous-titreront le jeu en anglais car ça n'avait pas été fait lors de la sortie du jeu.

## Synopsis
Le joueur contrôle Alena Ovchinnikova (ici Vera Jones), une escaladeuse et traductrice en histoire ancienne qui va être au cœur d'une sombre histoire. Elle va devoir chercher et protéger la septième relique car des personnes jalouses pourraient utiliser cet objet d'une façon destructrice.

## Accueil critique
- Jeuxvideo.com : 1/20[7]
- Gamekult.com : 1/10[8]
- Jeuxvideopc.com : 2/20[9]
- 01.net : ratage complet[10]